# Rok Justin
Pour les articles homonymes, voir Justin.
Rok Justin, né le 6 avril 1993 à Jesenice, est un sauteur à ski slovène.

## Carrière
Représentant le club SSD Stol Zirovnica, il apparaît dans des compétitions junior de la FIS en 2007. En 2009, il gagne la médaille d'or au concours par équipes au Festival olympique de la jeunesse européenne à Szczyrk.
Aux Championnats du monde junior 2011, pour sa première sélection, il prend la septième place en individuel et la cinquième place par équipes. En février 2011, il est appelé en Coupe continentale, compétition dans laquelle il obtient son premier podium en janvier 2013 à Titisee-Neustadt. Deux mois plus tard, il gagne à Nijni Taguil.
À l'été 2013, il prend part pour la première fois au Grand Prix, où concourent des athlètes de l'élite, obtenant notamment une cinquième place à Hakuba.
Il fait ses débuts dans la Coupe du monde en décembre 2013 à Lillehammer, avant de marquer ses premiers points à Engelberg quelques semaines plus tard (16e).
Cet hiver, il obtient aussi son meilleur classement dans la Coupe continentale, prenant le troisième rang final, grâce notamment à quatre succès en épreuve. Il marque une seule fois des points dans la Coupe du monde en 2014-2015, avant d'attendre la Tournée des quatre tremplins 2018-2019 pour être de nouveau sélectionné. Entre-temps, il affiche son meilleur résultat sur la Coupe continentale estivale 2016, qu'il achève au troisième rang.
Durant la saison 2019-2020, il compte plusieurs résultats dans les points en Coupe du monde, dont deux seizièmes places à Engelberg et Rasnov et établit son meilleur classement général (40e).

## Palmarès

### Championnats du monde junior
| Épreuve / Édition | Otepää 2011 | Erzurum 2012 |
| Individuel        | 7e          | 11e          |
| Par équipes       | 5e          | 4e           |

### Coupe du monde
- Meilleur classement général : 40e en 2020.
- Meilleur résultat individuel : 16e.

#### Différents classements en Coupe du monde
| Année     | Classement général final |
| 2013-2014 | 74e                      |
| 2014-2015 | 75e                      |
| 2019-2020 | 40e                      |

### Coupe continentale
- Meilleur classement général : 3e en 2014.
- Meilleur classement dans la Coupe continentale estivale : 2e en 2019.
- 25 podiums, dont 11 victoires.

Palmarès à l'issue de la saison 2019-2020

### Festival olympique de la jeunesse européenne
- Médaille d'or par équipes en 2009.